# Saint-Jean-Saint-Gervais
Saint-Jean-Saint-Gervais település Franciaországban, Puy-de-Dôme megyében. Lakosainak száma 127 fő (2022. január 1.). Saint-Jean-Saint-Gervais Auzon, Vézézoux, Champagnat-le-Jeune, La Chapelle-sur-Usson, Esteil, Jumeaux, Saint-Martin-d’Ollières és Valz-sous-Châteauneuf községekkel határos.

## Népesség
A település népessége az elmúlt években az alábbi módon változott:
| Lakosok száma | 116  | 123  | 126  | 124  | 123  | 123  | 125  | 126  | 127  |
|               | 2013 | 2015 | 2016 | 2017 | 2018 | 2019 | 2020 | 2021 | 2022 |